# Stare Serby
Stare Serby (deutsch: Lerchenberg) ist ein Ort in der Landgemeinde Głogów im Powiat Głogowski der Woiwodschaft Niederschlesien in Polen.

## Geographie
Stare Serby liegt etwa fünf Kilometer nordöstlich der Stadt Głogów in Richtung Leszno entfernt. Etwa einen Kilometer westlich in Richtung Głogów liegt Serby.

## Geschichte
Zum 1. April 1938 wurde Lerchenberg in die nahegelegene Gemeinde Zerbau (heute Serby) eingegliedert, die daraufhin im Zuge der nationalsozialistischen Ortsumbenennungen den Namen Lerchenberg übernahm. Das eigentliche Lerchenberg wurde nun Alt Lerchenberg genannt. Eine erneute Ortsumbenennung in Stare Serby erfolgte 1945 als der Ort an Polen fiel. Von 1975 bis 1998 war er Teil der Woiwodschaft Legnica.